# La Candelaria
La Candelaria è una località del distretto della capitale di Bogotà, in Colombia. È designato ufficialmente come distretto (località) numero 17.
Ospita nella piazza Bolivar la Cattedrale primaziale della Colombia.